# آل نكد
بنو نكَد وأحيانًا أبو نكَد وفيما بعد النَّكَدي (بعض فروع العائلة)، هم «أسرة لبنانية من مشايخ الدروز في دير القمر». «فهذه العائلة من أشجع عيال لبنان لها مآثر حميدة».[بيانات ناقصة] تعود الأسرة بنسبها حسب مرويات أفرادها إلى تغلِب بن وائل وهي قبيلة حجازية عدنانية ذائعة الصيت.[بحاجة لمصدر] وورد في تاريخ مخطوطة تاريخ العائلة لمؤلفها نسيب النكَدي أن أحد أساتذة الأزهر الشريف أكد النسب لشيوخ العائلة عند نفيهم إلى مصر من قِبَل محمد علي باشا وكانوا يترددون إليه لتلقِّي العلم. شكك بعض المدققين في هذه الرواية، ومهما يكن فإنه من المتفق عليه أنهم ينتسبون إلى عرب الحجاز.[بحاجة لمصدر]

## القدوم والاستيطان في لبنان
خرج أفراد من قبيلة تغلب أجداد آل نكد في جيوش الفتح  مع عمرو بن العاص إلى مصر ومن ثم إستنفروا ثانية إلى إفريقية فإستقروا في مكان من أصقاع المغرب يقال له الساقية الحمراء حيث غلب عليهم هناك اسم بنونكد أو الأنكاد حسب رواية الشدياق.[بيانات ناقصة] والتي وافقه فيها المؤرخ عيسى إسكندر المعلوف.[بيانات ناقصة]
من المتفق عليه[من؟] أن الأنكاد خرجوا لفتح مصر مع جوهر الصقلي ومن ثم إنتقلوا إلى بلاد الشام حين غزاها القائد الفاطمي أبو علي جعفر بن فلاح الكتامي سنة 359ه فإستوطنوا بادئ الأمر في منطقة حلب، ومن ثم نقلوا إلى الثغور الساحلية لدرء الهجمات البيزنطية «وكان كبيرهم الشيخ محمد أحمد الخالدي الأنكادي متولي شؤون صيدا، فنقلوا إليها».[بيانات ناقصة] ومن ثم إنتقلت العائلة إلى إقليم الخروب حيث أقاموا في برجا مدة ومنها إلى بعقلين ومنها إلى دير القمر حيث كانوا يتنقلون مع الحاكم ليكونوا بمجاورته وأخيراً إلى الشحار.
فالعائلة إذن[معلومة أم رأي؟] تعود بجذورها إلى قبيلة تغلب التي هي من متنصرة العرب التي إعتنقت الإسلام بادئ الأمر ومن ثم الدعوة الإسماعيلية الشيعية في المغرب ومن ثم الدعوة التوحيدية الدرزية.

## فروع الأسرة

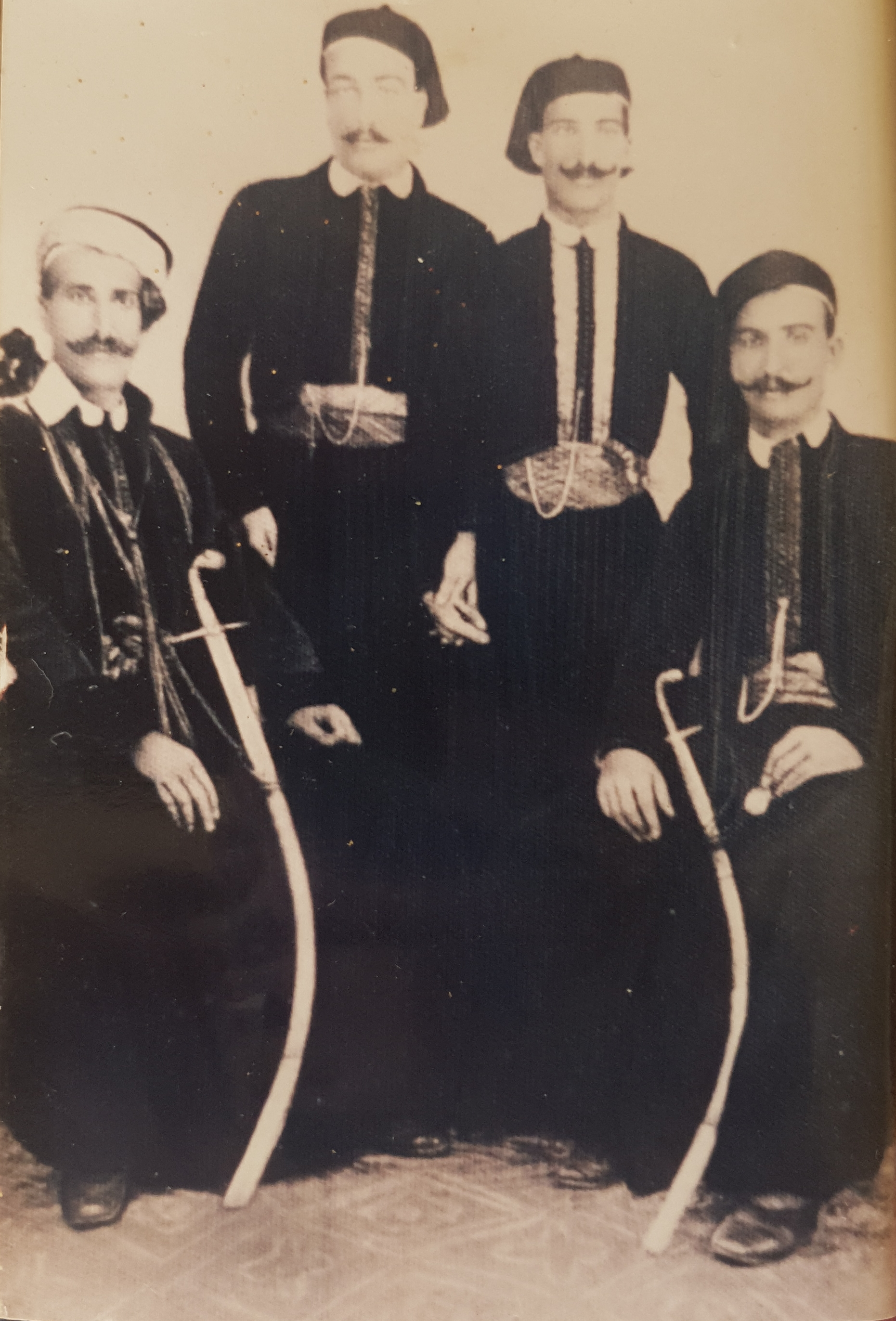
صورة المشايخ والبكوات النكديين، من اليمين إلى اليسار (جلوسا): سعيد بن حمود وسليم بن حمود. (وقوفا): ملحم بن سليم بن حمود و شاهين بن عباس بن ناصيف (اخذت هذه الصورة في عام 1870).

يرجع أفراد الأسرة حالاً إلى ثلاثة جدود أخوة، وهم علي ونجم ويوسف أبناء أحمد.[بحاجة لمصدر]
ففرع خطار أصابه الانقراض. وفرع علي تبقى منه بضعة ذكور موطنهم الناعمة ويعيشون في بيروت.[بحاجة لمصدر]
أما فرع نجم، فنبغ منه بطن كليب الذي بدوره نبغ منه فخذ ناصيف الذي لم يتبقى منه أحد، وفخذ حمود الذي يقطن حفدته الآن بلدة عبيه.[بحاجة لمصدر]
ومن فرع كليب فخذ مراد القاطن المتحدرون منه بلدة عين زحلتا. ويتبقى بطنا قبلان وبشير أولاد نجم وموطنهم كفرمتى ويعيشون في بيروت ولهم فرع في البرازيل.[بحاجة لمصدر]

## مكانة الأسرة السياسية والاجتماعية
بنو نكد من مشايخ الصف الأول أي أصحاب العهد وهم العشائر التي يعهد إليها تولي حكم المقاطعات باسم الحاكم. ومشيخة النكديين قديمة[بيانات ناقصة] وسابقة إذ من المعلوم[معلومة أم رأي؟] أن الأمير حيدر الشهابي رفع بعض العائلات إلى رتبة المشيخة ممن ساندوه في نصره على اليمنيين في معركة عين دارة. وترتيب النكدية بين العشائر هو الثالث إذ تتقدمها العمادية والجنبلاطية وتتأخر عنها التلاحقة والملكية.[بحاجة لمصدر]

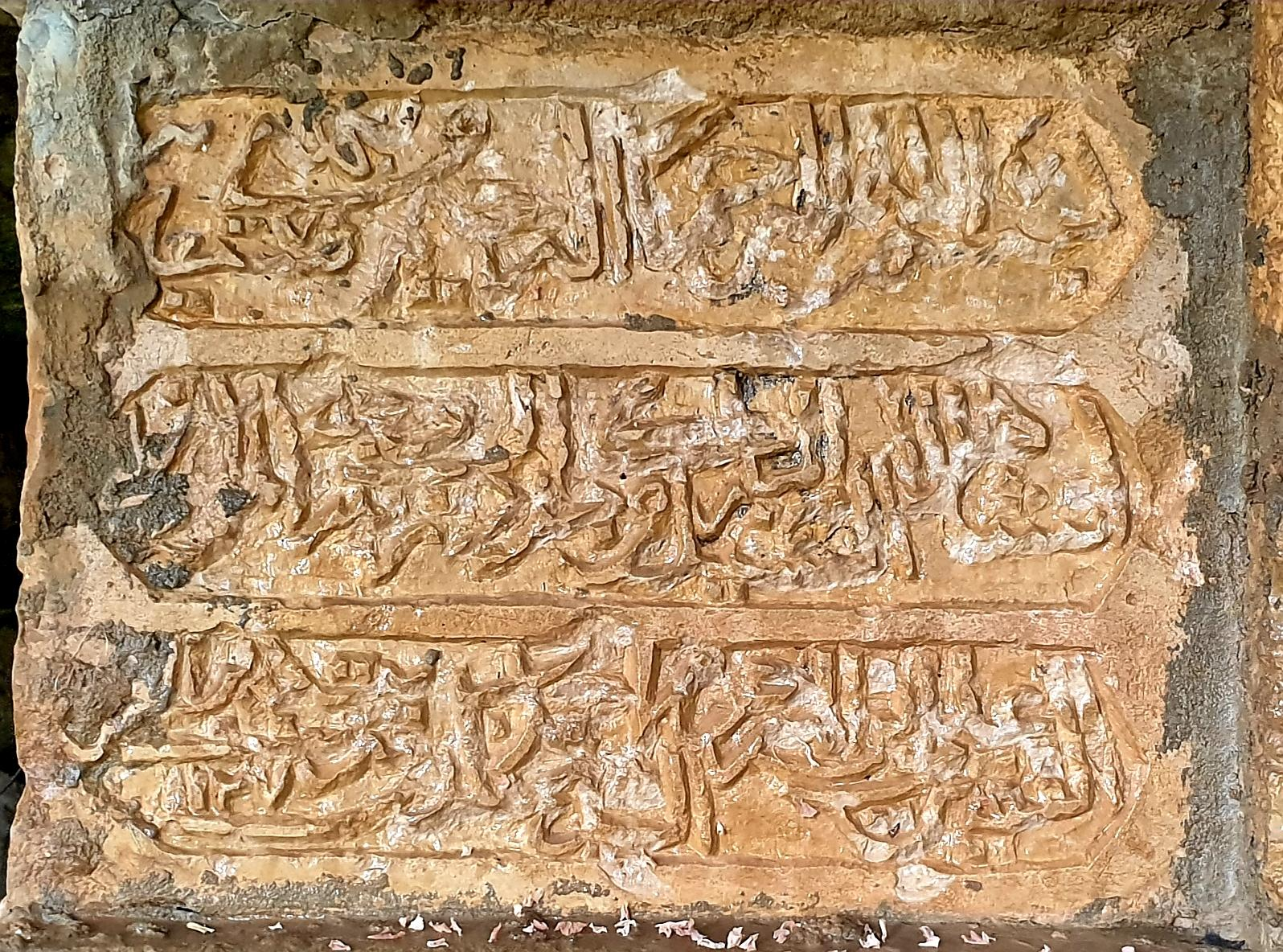
هذه البلاطة موجودة فوق عين دقون وضعها الشيخ علي النكدي سنة 1715. تاكد مشيخة النكديين قبل معركة عين دارة. كتب عليها التالي: باسم الله الرحمن الرحيم وبه استعين. انشأ هذا السبيل المبارك الجاد وجهه إلى وجه ربه المنير الاعلى. الفقير علي ابن المرحوم الشيخ احمد نكد من بلدة دير القمر سنة 1715

كان في عهدة النكديين مقاطعات المناصف والشحار وثلث إقليم الخروب (القسم الساحلي) فضلاً عن قرى جب جنين وحمارة وعينة في البقاع ومنطقة جل البحر في بيروت وبعض من الجية وبساتين سقي صيدا. أما عصبية النكديين فكانت القيسية. أما على صعيد الحزبية فقد لزم النكديين الحياد ما بين الغرضيتين الجنبلاطية واليزبكية ترفعاً «ومما يستحق الذكر أنهم-بني نكد- لم يتحزبوا إلى الغرضين اليزبكي والجنبلاطي الذين قام وقعد لهما لبنان». «وبقي مشايخ الطائفة النكدية في هذا الأمر على الحياد. وبحسب الأغراض كانوا يميلون إلى الفرقة التي يريدونها». فيرجحون كفتها حتى جرى على ألسن العامة أن بني نكد «بيضة القبان».
كان النكديون حتى منتصف القرن التاسع عشر من أصحاب البيوت المالية الكبرى في جبل لبنان وكانوا يأتون بعد الجنبلاطيين في الثروة مباشرة.[بحاجة لمصدر]

### الصعود السياسي
تعتبر معركة عين دارة عام 1711 م حين انتصر الحزب القيسي بقيادة الأمير حيدر شهاب على اليمنية بقيادة أمراء آل علم الدين بداية الصعود السياسي للأسرة النكدية وغيرها من الأسر المقاطعجية إذ وزع الأمير حيدر عليها المقاطعات لتتولى حكمها الذي يشمل جباية الضرائب وحفظ الأمن والفصل في القضايا البسيطة بين الرعية.[بحاجة لمصدر]

## الأسرة في الحقبات الزمانية السياسية

### العهد المعني
لا يعرف الكثير عن وضع العائلة إلا ما يستنتج من جملة التواريخ أن بني نكد بقوا أعواناً للأمراء آل معن طوال مدتهم. وكانوا يستغلون موقعهم في نصرة المعنيين بمواجهة أخصامهم العلميين في توطيد مقامهم.[بحاجة لمصدر]

### العهد الشهابي
كان مقر النكديين في دير القمر التي كانت أيضاً مقر الحاكم وكان لمجاورتهم الحاكم حسنات وسيئات فقد كان يضيق ذرعاً بهم إذ بلغ الأمر أنه «إذا ارتكب أحدهم جرماً أمام بيت الأمير وتمكن من اجتياز بضع خطوات عنه أصبح حراً من الأمير ومقيداً بسلطة آل نكد، وكانوا إذا شاؤوا تسليمه للحكومة كان لهم ذلك ولا أحد يعترضهم إن شاؤوا الخلاف لأن لهم مقاطعة ولهم حق التصرف فيها بعد تقديم الجباية» فان دخل ضمن منطقتهم فلا يحق لرجال الأمير أن يتعقبوه.  «فقد كان الديريون يجلون المشيخة النكدية خصوصاً بني كليب منهم أكثر مما يجلون الحاكم نفسه ويؤثرون طاعتهم على طاعته مسلمين للنكديين مقاليد أمورهم منصاعين لأوامرهم انصياعا شديداً، ولا غرو فإن بني كليب المشار إليهم قد كانوا من أعظم الزعماء الدروز وأوسعهم جاها وثروة وأشدهم بأساً وقوة وأكرمهم خلائق وأخلاقاً».

#### عهد الأمير ملحم
ومن الأحداث الجلل واقعة أنصار سنة 1743 م حين شق أهل جبل عامل عصا الطاعة على الدولة العثمانية وأبوا إداء الأموال الأميرية إلى سعد الدين باشا والي صيدا فاستجاش الأمير ملحم الذي سار لحربهم بالرغم من اتفاقهم اللاحق مع الوالي وذلك لتخريبهم قرى بأطراف إقليم التفاح من ولاية الأمير فأبدى الشيخ كليب النكدي من ضروب البسالة الشيء العجاب حتى أنه ساق أربعة من مشايخه بني النصار أسرى فقرَّبه الأمير ملحم منه. لكن هذا لم يمنع الأمير أن يضرب الشيخ بأبناء عنه تحجيماً له وعلى رأسهم الشيخ خطار الذي نازع كليباً الزعامة مدة ثم صالحه وتنازل له بعد أن تبين له مخاطر النزاع على وحدة العشيرة. وما لبث أن توفي الشيخ خطار سنة 1763 م وحصل له مأتم مشهود وصفت الزعامة لكليب.

#### عهد الأمير منصور
قرب الأمير منصور إليه الشيخ كنعان وكتب إليه منشوراً سنة 1177ه (1760م) جعله فيه مبدى على أقرانه المشايخ ورد نصه في دائرة المعارف. كما قام هذا الشيخ بوهب قطعة أرض من أملاكه في الناعمة للرهبنة اللبنانية ليبنوا عليها ديراً بموجب صك مؤرخ 1762م نصه منشور بالكامل. كما قام الشيخ كنعان بالتوسط لدى بابا روما كليمانت الثالث عشر عام 1760م لجهة تثبيت أغناطيوس جوهر بطريركا على كنيسة الروم الكاثوليك الأنطاكية فأجابه البابا برسالة شكر وامتنان يمدحه فيها لحسن استقباله المسيحيين وتوطينهم في مقاطعتي الشحار والمناصف وإقليم الخروب ويلح عليه بمساندتهم للتخلص من جو النزاع المذهبي القائم بين الموارنة والهراطقة.

#### عهد الأمير يوسف
قرب الأمير يوسف إليه الشيخ كليب وأولاده فكانوا عماد حكمه وبقوا (رغم فترات فتورفي العلاقات) أوفياء له ولأولاده. ومن الأحداث الجلل مواقعة الأمير يوسف لأهالي جبل عامل سنة 1771 م  بعد أن "تطاولوا على أطراف بلاد الدروز ومرجعيون والحولة"، وكان أن دارت على عسكر الأمير الدائرة نتيجة التخاذل والإنقسامات ويسمى يوم علمان، فنهض الشيخ كليب ومعه رجاله فقد "كان يمانع عن الأعقاب فارتدت المتاولة الزيادنة" مما أكسبه الحظوة عند والي الشام. ومع هذا لم ينقطع الود بين الشيخ كليب ومشايخ آل النصار المتاولة فقد نزل عند كبيرهم الشيخ ناصيف ضيفاً أيام ولاية الأمير سيد أحمد. كذلك شارك الشيخ كليب في حروب الأمير يوسف أيام ولايته على بلاد جبيل ضد المشايخ الحمادية أعوام 1773-1776م. وكانوا قبل ذلك سعى بالاشتراك مع الشيخ سعد الخوري لتولية الأمير يوسف على بلاد جبيل عام 1763م ومع ذلك أصبحت الولاية على بلاد جبيل وبلاد الشوف (المتضمنة كسروان) تأتي معاً بعد أن كانت الأولى مرجعها ولاية طرابلس والثانية ولاية صيدا فكانت مساهمة من الشيخ كليب في توحيد لبنان. وتحصل الشيخ كليب النكدي على المكانة المتقدمة بين أقرانه المشايخ زمن الأمير يوسف، "بذلك الوقت كان الشيخ كليب نكد ذو صولة وعز بالجبل، هو وعائلته، والأمير يوسف كان له الحكم بالاسم فقط، وأما عزيز البلاد الشيخ كليب نكد والكل منقادين إليه. حتى أنه لما توفي الشيخ كليب سنة 1788 م إعتزل الولاية الأميريوسف لفقده سند الشيخ كليب وعضده.
إلا أن النكديين أصيبوا بنكسة عسكرية في موقعة السعديات عندما تصدوا لعسكر الجزار وكانوا قد انتصروا بادئ الأمر عند نهر الحمام إذ تصدوا لعسكر الجزار بقيادة «الشيخ كليب بجماعته وبطش بهم فقتل منهم خلقاً كثيرا وردهم على أعقابهم خاسرين». إلا أن الجزار باشا أعاد الكرة بعسكر جرار «وصارت الكسرة إلى بيت أبو نكد وقتل منهم أكثر من ثلاث ماية نفر». إلا أن عودة الأمير يوسف للحكم بعد أن رضي الجزار عنه عام 1782 أمنت رجوع النكديين لديارهم في دير القمر فعاضدوا حكمه إلى أن وافت المنية الشيخ كليب النكدي سنة 1788م. فأصابت الغمة الأمير يوسف بفقد سنده وعضده فلم ير بدا من التنازل عن الولاية.

#### عهد الأمير بشير الثاني
هادن النكديون الأمير بشير بادئ الأمر إلا أنه بسبب زيادة الضرائب التي تعهد بإدائها ثمناً للولاية للجزار من ناحية وشخصيته المعادية لمناصب البلاد (كما كان تسمى العشائرأصحاب الإقطاعات)، أشعل النكديون الثورة عليه سنة 1790م فإستمرت ست سنوات وكانوا يوالون أبناء الأمير يوسف وعانى النكديون وفلاحوههم من تنكيل الأمير واستطاعوا خلالها إنزال الأمير بشير عن الولاية مرتين والإتيان بأولاد الأمير يوسف إلى الحكم. إلى أن إنتهى الأمر بمؤامرة اغتيال مشايخ النكدية الخمسة أبناء كليب بالاتفاق مع بعض الأسر الإقطاعية الأخرى التي كانت تكن الحسد والعداء للنكدية. ومرد هذا الحسد للنكديين «وذلك استقلالهم بواردات دير القمر ومحصولات مصبنتها التي كانت الوحيدة في البلاد وتقاضيهم في كل سنة مكوس السهلة والرسوم المضروبة على أرباب الصناعة.....دون تأدية شيء من ذلك كله لأمير البلاد»  وبالتالي بقية المناصب. «بدأت معاقبة المشايخ أبي نكد عام 1796، وصادر الأميرممتلكاتهم وعاقب أتباعهم السنة التالية، بحجة مصالحته معهم، جلبهم إلى السراي في دير القمر وقتلهم في مكتبه الخاص» وتمت ملاحقة صغار النكدية «وكان قتلهم عن يد المشايخ بني جنبلاط وبني العماد ولما قضوا عليهم أرسلوا حالاً إلى كل البلاد يطلبون من بقي منهم عازمين أن يمحوا ذكرهم عن وجه الأرض فلم يظفروا بهم».(وفي رواية أخرى أن الواقعة حصلت عام 1797) وفر الشيخ سلمان بن كنعان النكدي بعدد من الذكور الناجين إلى الشام ومن ثم إلى عكا حيث أكرمه احمد باشا الجزار «وكتب إلى الأمير بشير يأمره برد أملاك النكديين المصادرة كلها إليهم». ومن بين الذكور الناجيين من بيت كليب حمود بن قاسم وناصيف بن سيد أحمد وسوف يكون لهما شأن عظيم فيما بعد.
وكان الأمير بشير قد تهاون في ملاحقة الناجيين عن قصد «وكانت نجاتهم من الذبح لرأي رآه الأمير بشير ومدبره الشيخ منصورالدحداح». فلم كبرا وإشتد عودهما قربهما إليه. فلم تمرد أهل جبيل ورفضوا إداء الضرائب في عامية لحفد سنة 1820  سار إليها الأمير بشير ومعه الشيخان حمود وناصيف ولما تم إخضاع الإنتفاضة توسط النكديون لدى الأمير بشير للصفح عن المطران يوسف إسطفان الذي قاد الإنتفاضة الفلاحية وتقدموا «بالرجا لدى الأمير فقبل رجاهم وصفح عما أتهم به المطران»
وعندما تنازع والي عكا عبد الله باشا ووالي الشام درويش باشا على أراضي البقاع وحاصبيا، أنجد الأمير بشير والي عكا بحكم تبعيته له وسار برجال المقاطعات اللبنانية «.....مقدار ستة آلاف مقاتل من كل البلاد وكانت رجال بيت أبونكد من الدير 300 ومن المناصف والشحار عدد 700 وعلى رأسهم الشيخان حمود وناصيف فركب الأمير بهذا الجمع قاصداً الشام»
وفي العام 1825 قام الشيخ بشير جنبلاط على الأمير بشير وأيدته مناصب كثيرة وكان متوقعاً إنتصار الشيخ بشير حتى «عول (الأمير) على الفور إلى صيدا خوفاً من الهزيمة فجاء النكديون وقطعوا بسيوفهم حبال الأحزمة التي حزم بها الأمير أمتعة بيته وأوقفوه عن السفر» ثم أبلوا البلاء الحسن في رد قوات الشيخ بشير فكافأهم الأمير بشير بأن سلم «مقاطعة الشوف إلى الشيخ حمود والشيخ ناصيف نكد وأن يكون معاطاة أمور أهلهم وإيراد ميرهم عن يده»
كذلك عندما تمردت قلعة سانور على عبد الله باشا عام 1829م أنجده الأمير بشيروكان معه الشيخ ناصيف الذي إقتحم القلعة تحت وابل الرصاص وفتك بالمقاتلين «فأرسل الأمير الرؤوس الأسرى إلى الباشا وقبل الشيخ ناصيف النكدي وامر له بفرس من الخيل الجياد»

### العهد المصري
شق والي مصر محمد علي باشا عصا الطاعة عن الدولة العثمانية وأرسل ابنه إبرهيم باشا في حملة على بلاد الشام في العام 1831، وأيده الأمير بشيرلما كان ما سبق من مناصرة محمد علي له، وأيد النكديون بادئ الأمر الأمير بشير والمصريون ما عدا الشيخ اسعد النكدي، إلا أن جمهور الدروز كان معادياً للمصريين كراهية بالأمر بشير، وما لبثت أن أثارت إصلاحات إبرهيم باشا من المساواة بين الطوائف وإلغاء النظام الإقطاعي واستبداله بترتيبتات على النسق الأوروبي قلق مناصب الدروز قاطبة، فإنفضوا من حوله وإنضموا إلى عساكر الدولة العثمانية إلا أنه بعد هزيمة القائد العثماني محمد باشا، «بالنسبة لمصير الزعماء العصاة الذين التحقوا بالعثمانيين فقد علمنا بما يختص مشايخ العائلات، جنبلاط، عماد، نكد، قاضي، الأمير أحمد أرسلان، الأمير أمين حرفوش (شيعي من بعلبك)، إنهم تشتوا بعد الهزيمة العثمانية في بيلان»
وبعدها سار المشايخ النكدية مع السرعسكر إلى القسطنطينية وفيما عاد الشيخ أسعد إلى الجبل لم يسمح للشيخان حمود وناصيف بالعودة إلى أن وقع الصلح بين السلطان والعزيز في كوتاهية سنة 1833، فكتب السلطان إلى محمد علي يأمره بقبول المشايخ النكدية عنده فساروا إلى مصر فإحتفت الحكومة المصرية بهم ومن ثم كتب عزيز مصر إلى الأمير بشير بإعادة أملاك النكديين المصادرة فعاد الشيخ حمود وإبنه قاسم والشيخ عباس بن ناصيف «وبيدهم فرمان عال من لدن مراحم محمد علي» فيما بقي في مصر الشيخ ناصيف وابنه علي.
وفي العام 1840، عندما تشكل تحالف دولي لنجدة الدولة العثمانية في مسعاها لإخراج محمد علي من بلاد الشام، تردد النكديون في التمرد على المصرين خوفا على أقرباءهم الموجودين في مصر رهائن. إلا أن مشايخ النكديين سراً أيدوا الجبهة المعارضة للأمير بشير وشكلوا النواة الأساسية لها كما تقرر في اجتماع دير القمر بتاريخ 27 أيار 1840 الذي أبرز معالمه إعادة النظام الإقطاعي والعلاقات الاجتماعية كما كانت وهو بالأمر المستغرب أن يوافق عليه الفلاحون، إلا أن الحاصل بنتيجة تسع سنوات من الحكم المصري لم يكن سوى التجنيد الإجباري (ولم يعرف سابقاً لدى أهل البلاد) والسخرة في الأشغال العمومية والمصادرات لتمويل العسكر والضرائب الباهظة بما يفوق أيام العثمانيين. حتى أن أهل الدير النصارى إلتفوا حول الزعامة النكدية برغم معارضة الكنيسة مما حدا بالمطران بطرس البستاني بأن يطلب من البطريرك يوسف حبيش ردعهم عن ذلك «.....والباين طالب معتمد من قبلكم بمنشور تهديد إلى أهل الدير ولجميع المرافقين لهم من أبناء الطائفة ليرجعوا عن هذا العمل الذي عاقبته خراب إلى الجميع».
وما لبث الأمير بشير أن إستسلم إلى الإنكليز مما أغضب محمد علي فأمر بإعادة مشايخ النكدية المنفيين في مصر إلى الجبل بعد أن أنعم عليهم بالرتب والنياشين الرفيعة فكانوا أول من  حمل رتبة أميرآلاي ولقب بك في جبل لبنان.

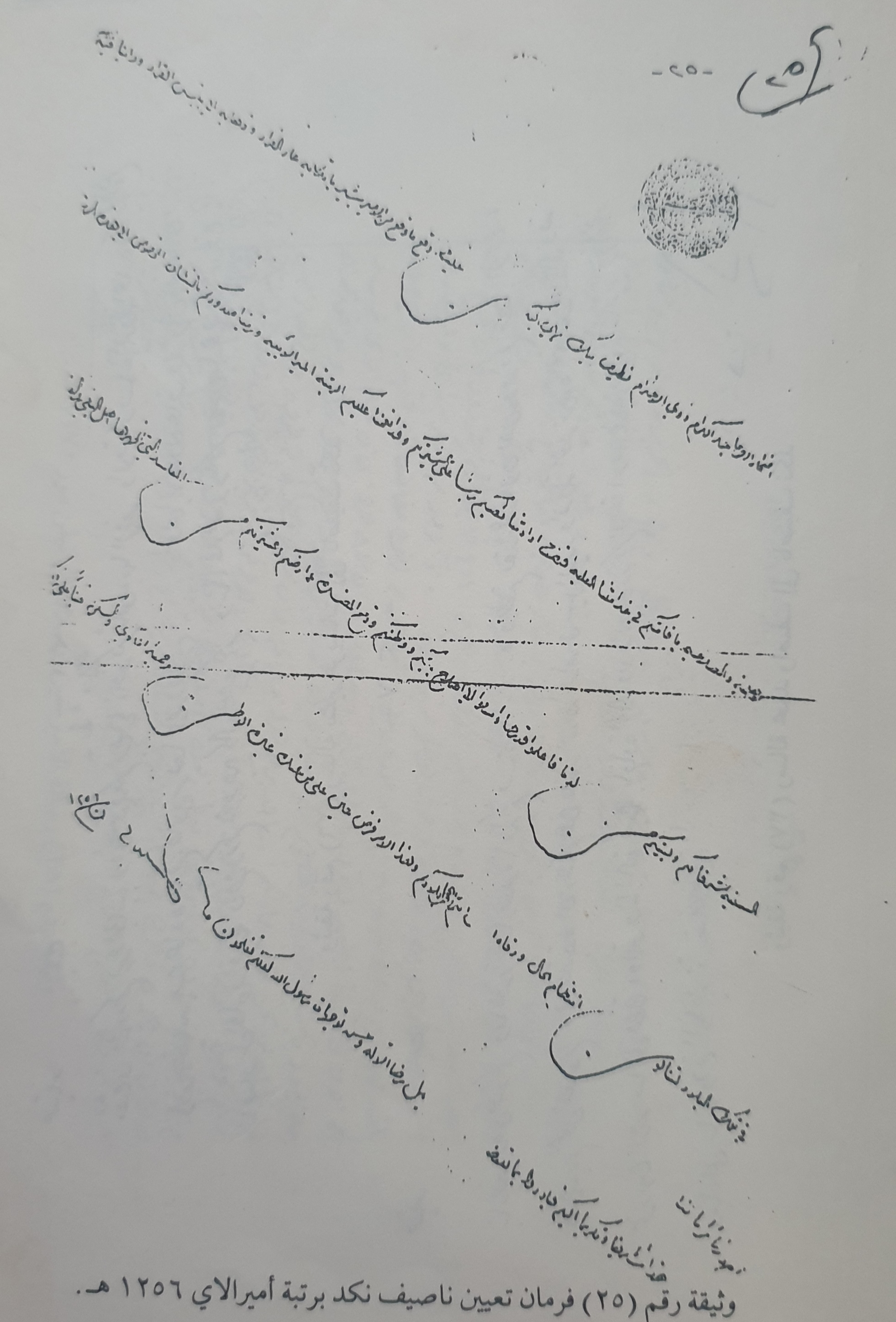
منح الشيخ ناصيف النكدي فرمن برتبة اميرالاي مع لقب البكوية 1840

عاد الزعماء الدروزمن المنفى ومن بينهم النكديون وقد وحدتهم المصائب من تنكيل إلا أن الأشد وقع على النكدية فقد إتبع الأمير بشير الثالث نهج سلفه فنزع سلطة النكدية القضائية في دير القمر «.....الذين كانت ولاية دير القمرخاصة بهم فشق عليهم ذلك جداً»
وما لبث الأمير بشير الثالث يمضي قدماً بمحاولة إلغاء الإمتيازات الإقطاعية للمشايخ الدروز وتحريض رعاياهم المسيحيين من أهل الدير بشكل خاص حتى إنفجرت الأوضاع في 13 تشرين الأول 1841 م ونشب القتال في دير القمر وقتل الشيخ عباس بن ناصيف.
وتمدد القتال إلى قرى الشحار بعد أن هاجمتها جموع من النصارى آتية من المناطق الشمالية فقام الشيخ حمود برجاله من المناصف للنجدة، (وكانت الشحار من إقطاع النكديين منذ 1711) فردهم وأزال التدنيس الذي أحدثوه في المقام الشريف للأمير السيد عبد الله التنوخي ورفع يد الأمراء الشهابيين عنه ومنذ ذلك الزمن دخل المقام في ولاية النكديين إلى أن تنازلوا عنه في عام 1983 للمشايخ الأجلاء فيما بقيت مدافنهم بجوار المقام مطوبة عقارياً على إسمهم. أما نتيجة الحركة في الدير، فد توضل مبعوثو الوالي العثماني سليم باشا، وهم أيوب باشا والقاضي عبد الفتاح آغا إلى اتفاق مع الشيخين حمود وناصيف (وكانا ينزلان في بيتهما) «على أن يخرج الأمير بدايرته من الدير بالأمان وان أهل الدير يسلمون سلاحهم لمشايخهم الدروز ناصيف وحمود ابي نكد وان عليهم امان الله ورأي الله وكتبوا مشايخ الدروز صكاً مشعراً بذلك»[iv]
إزاء ذلك ألغت الدولة العثمانية الإمارة الشهابية وعين إكرام عمر باشا النمساوي حاكما، إلا أنه لم يكن مستقراً في سياسته مما أغضب عليه كلا من الدروز والموارنة إلا أن الدروز هم من ثار عليه جراء إعتقاله عدداً من زعمائهم، الذين كانوا يعارضون خططه في تجريدهم من السلاح، ومن بينهم الشيخ حمود وولديه قاسم وسليم. فإنتهى المطاف بعزله من قبل والي بيروت أسعد باشا.

### عهد القائم مقاميتين
إزاء تفاقم المشاكل في جبل لبنان وعجز الدولة العثمانية عن إيجاد الحلول، تداعت الدول الغربية للنظر في المسألة ونتج عن ذلك نظام القائممقاميتين. وواجه هذا النظام مشكلة الأقليات الطائفية في كلا من القائممقاميتن إذ كان كان تصر الأقليات على عدم خضوعها لقائمقام منطقة سكنها الجغرافي بل إلحاقها بسلطة القائممقام الذي يشاركها معتقدها الديني وكان هذا موقف أهل الدير على وجه الخصوص التي «رفض سكانها الإعتراف بسلطة سيادة المدينة للمشايخ النكديين». وفشلت إجراءات الوالي العثماني خليل باشا في منع الفتنة التي تجددت في نيسان 1845م وكان الشيخ ناصيف منفياً في حوران، إلا أن دروز لبنان إستنجدوا به وكان يلقب بسيفهم القاطع «فجمع من حوران نحو ألفي مقاتل وأتى بهم إلى بانياس لينجد دروز بلاده». أما ابن عمه الشيخ حمود، وكانت قد آلت إليه زعامة العائلة، فقد أنجد دروز عبيه للمرة الثانية من تعديات الأمراء الشهابيين.وحدث أن أحد أتباعه تسلل وقتل بادري فرنسي في دير الكبوشية وهاجت الحكومة الفرنسية وأصرت على تحميل الشيخ حمود المسؤولية الشخصية ومع أنه لم يوجه بالحادثة فإنه لم يكن من عادة المناصب أن يتنصلوا من أعمال أتباعهم مما يظهرهم غيرأهل للمنصب فرضي بتحمل المسؤولية، إلا أن وزير خارجية الباب العالي شكيب افندي وكان قد قدم كمبعوث شخصي للسلطان رفض هذا الطرح، مع إقراره بمشاركة الشيخ حمود في الأحداث الطائفية الدامية «، فأطلقه في 30 أيلول بعد الظهر وقاده معه إلى دير القمر حيث رده إلى قيادة المجموعة المسيحية الدرزية» وأيده قنصل إنكلتره الكولونل روز الذي إتهم «....المرسلين الفرنسيين بالتدخل مباشرة في شؤون الجبل». وكادت أن تتحول قضية الشيخ حمود إلى معضلة دولية فتداركت الدولة العثمانية الأمر ونفت الشيخ حمود إلى بورصه في الأناضول حيث توفي سنة 1850. وأصدرت أمرها بإخراج المشايخ النكدية من بيت كليب من دير القمر  فإستقر أبناء حمود وهم قاسم وسليم وسعيد في عبيه. وعين قاسم بك نكد مديراً على الشحار أما ناصيف بك فأصدر شكيب أفندي أماناً «للشيخ ناصيف نكد الذي أُعتبر مسؤولاً عن حوادث دير القمر ليقف بوجه الشيخ سعيد جنبلاط» إذ لم تكن لليزبكيين زعامة موحدة، وأقامه مديراً على المناصف وما لبث أن توفي عام 1854 وقد كان يعمل على تجهيز حملة للمشاركة في نجدة الدولة العثمانية ضد الروس في حرب القرم. والمذكور «كان بطلاً صنديداً عاقلاً خبيراً في أمور الحرب ذا سطوة عظيمة واعتبار سام لدى الدروز».
وما لبث أن تجددت الأحداث الطائفية عام 1860م بعد فترة من الهدوء النسبي وتمددت إلى دمشق، وهاجم المشايخ النكديون برجالهم دير القمر في 20 حزيران 1860م فدخلوها بتسهيل من الحامية العثمانية. وعندما أراد سليم بك نكد أن يمنع أعمال السلب والنهب وحرق البيوت بحجة أن البلدة مسقط رأسه، أجابه القائد العثماني قائلاً «أن دير القمر بلد الدولة لا بلدك». وإنتهى الأمر بتدخل أجنبي حيث أرسلت فرنسا أسطولا وقوة عسكريا وقضى بخروج النكديين وسائر العائلات الدرزية من دير القمر. إلا أن هذا لم يمنع أن يسبغ النكديون حمايتهم لمسيحي الشحار الذين لم يشاركوا في التمرد وردوا اعتداء الأكراد عن الدامور«وفي حوادث عام 1860 وضعت البلدة تحت حماية الطيب الذكر قاسم بك أبي نكد، فحماها من أذى الجهلة المتعصبين ولم تصب بأذى» [vii] وكذلك الإرساليات البروتستانتية  مما أكسبهم ثناء قنصل الولايات المتحدة الأميركية أغسطس جونسون في رسالة وجهها إلى البكوات أولاد الشيخ حمود النكدي بتاريخ 21 حزيران 1860. وكذلك رسالة ثناء من مطران طائفة الروم الكاثوليك في بيروت أربانيوس.
في المحصلة شهدت الفترة ما بين 1831-1860 تحولات جذرية في بنية المجتمع الذي كان يتحول من إقطاعي زراعي مغلق إلى بورجوازي منفتح على التجارة الخارجية، ومع أن وضع الفلاحين في جبل لبنان لم يكن بدرجة السوء كما في أوروبا الشرقية وروسيا وإيرلندا فإن الفلاحين كانوا تواقين إلى التحرر الكامل. وقد لعبت التدخلات الخارجية دورها فضلا عن مقارعة رجال الدين لسلطة الإقطاعيين الزمنيين وتحريضهم الفلاحين على التمرد. ولما كان الإقطاعيين في جبل لبنان الجنوبي من طائفة وفلاحيهم من طائفة أخرى، اتخذ الصراع منحى طائفياً ولولا ذلك لكان انحصر ببعده الاجتماعي كما حصل في الأجزاء الشمالية من لبنان.

### عهد المتصرفية
يُعَدُّ عهد المتصرفية عهداً انتقالياً على الصعيد الاجتماعي، إذ لم يكن ثمة طبقة متوسطة في ظل النظام الإقطاعي السابق، ففي بدايات عهد المتصرفية أنيطت المناصب الحكومية كالمديريات والقضائية والعسكرية بأبناء الأسر الإقطاعية حتى يكون الانتقال سلساً من ناحية، ومن ناحية أخرى كان هؤلاء المشايخ الوحيدون ممن يجيدون القراءة والكتابة وأيضاً كانوا يقيمون وظائف الحكومة في دورهم إذ لم تبن الدولة سرايات إلا في عهد نعوم باشا وتم تمويلها من تبرعات سراة القوم. وقد خص النكديون بمديرية المناصف يتوارثونها إلى نهاية عهد المتصرفية بعد أن نزعت عنهم مديرية الشحار لأكثريتها المسيحية ومديرية إقليم الخروب لأكثريتها السنية. كما شغل قاسم بك رئاسة لجنة الحقوق الجزائية وأخوه سعيد بك رئاسة محكمة الشوف ومن ثم ابنه أمين بك وحفيده عارف بك مناصب قضائية كذلك.
كما شهد عهد المتصرفية إنحطاط الأسرة إقتصادياً نتيجة إنفاقها أموالاً طائلة في تمويل الأحداث الطائفية والتعويضات التي فرضت إثر التسويات اللاحقة من جهة، ومن جهة لإسراف أفرادها وتمسكهم بمستوى عيش مرتفع، فضلا عن أهوال الحرب العظمى التي بيعت خلالها أملاكا كثيرة إلا أن بعض القرى ظلت ملكاً لهم بالكامل كقرية دقون في الشحار حيث أن أول صك بيع من شيخ نكدي إلى أحد الأهالي يعود تاريخه الي 1915.
على صعيد الدور السياسي، يعتبر عهد المتصرفية تراجع لمكانة الأسرة من المرتبة الثانية وتقدم للأرسلانية عليها بعد أن كانت سابقاً بمضاهاة الجنبلاطية.وكان الاتفاق على تولي الأرسلانيين للمنصب الدرزي الأول أي القائممقائم سببه درء التنابذ بين الجنبلاطيين والنكديين.

### آثارها العمرانية
تعرضت مباني الأسرة للتدمير من خلال القصاص الذي كان يلحق بها من قبل الحكام، وبعد انتقالها إلى عبيد شيَّدوا فيها دُورًا «متقنة».

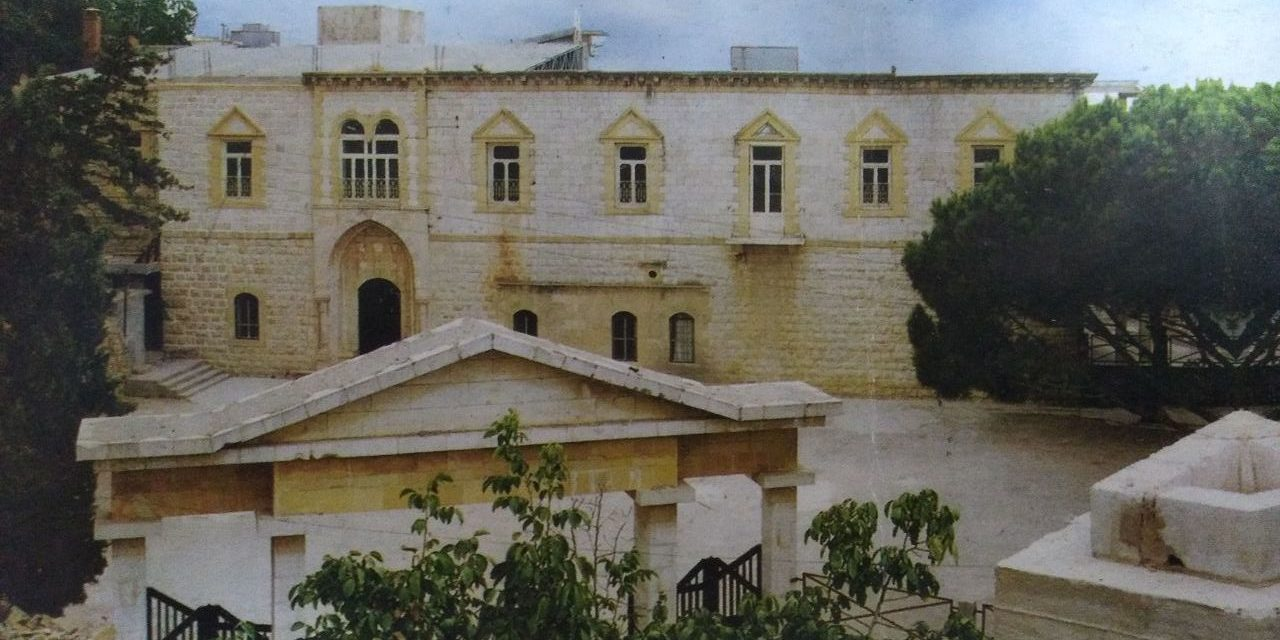
دار قاسم بك نكد ومن ثم دار جميل بك نكد

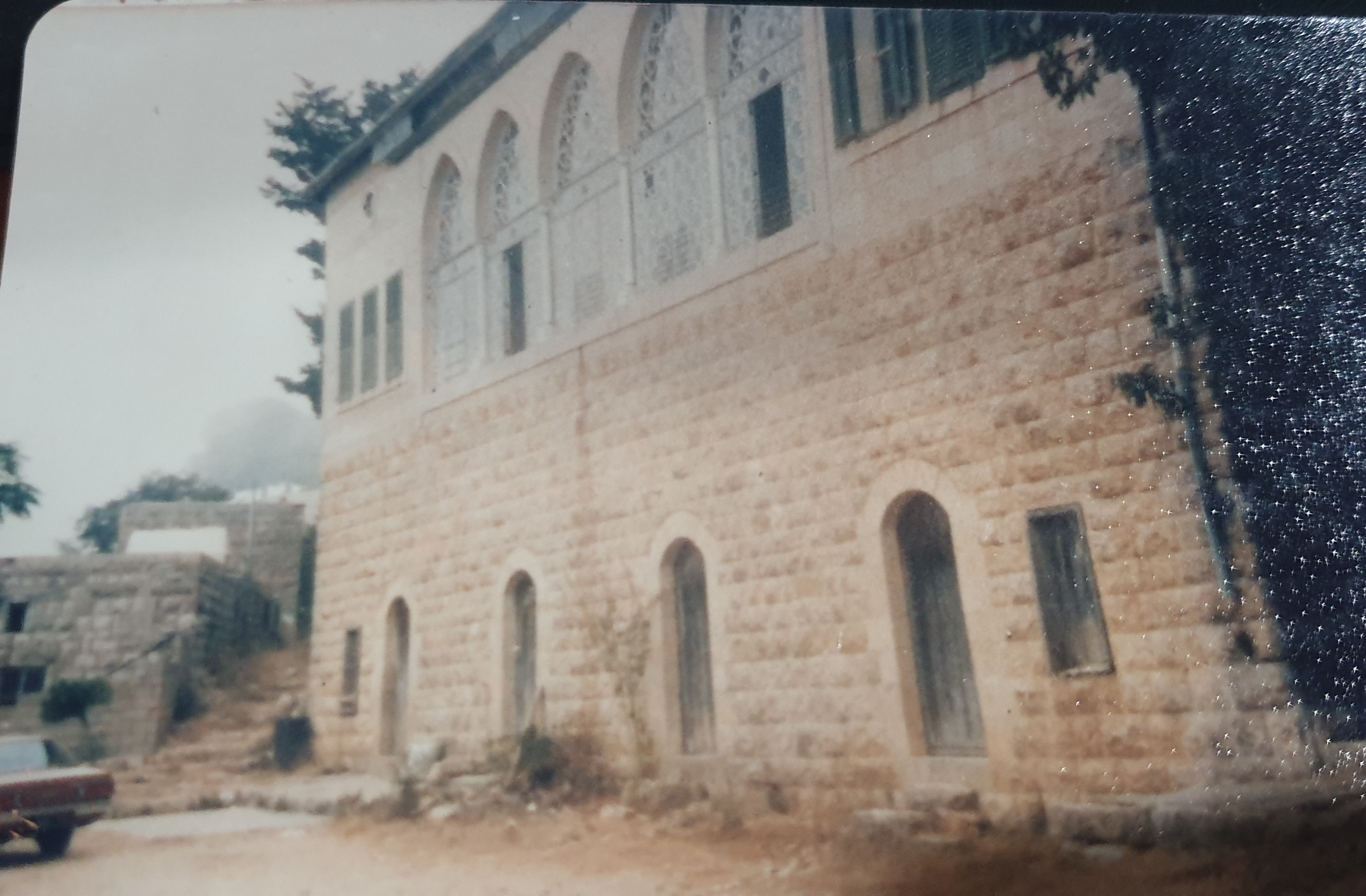
دار سليم بك نكد

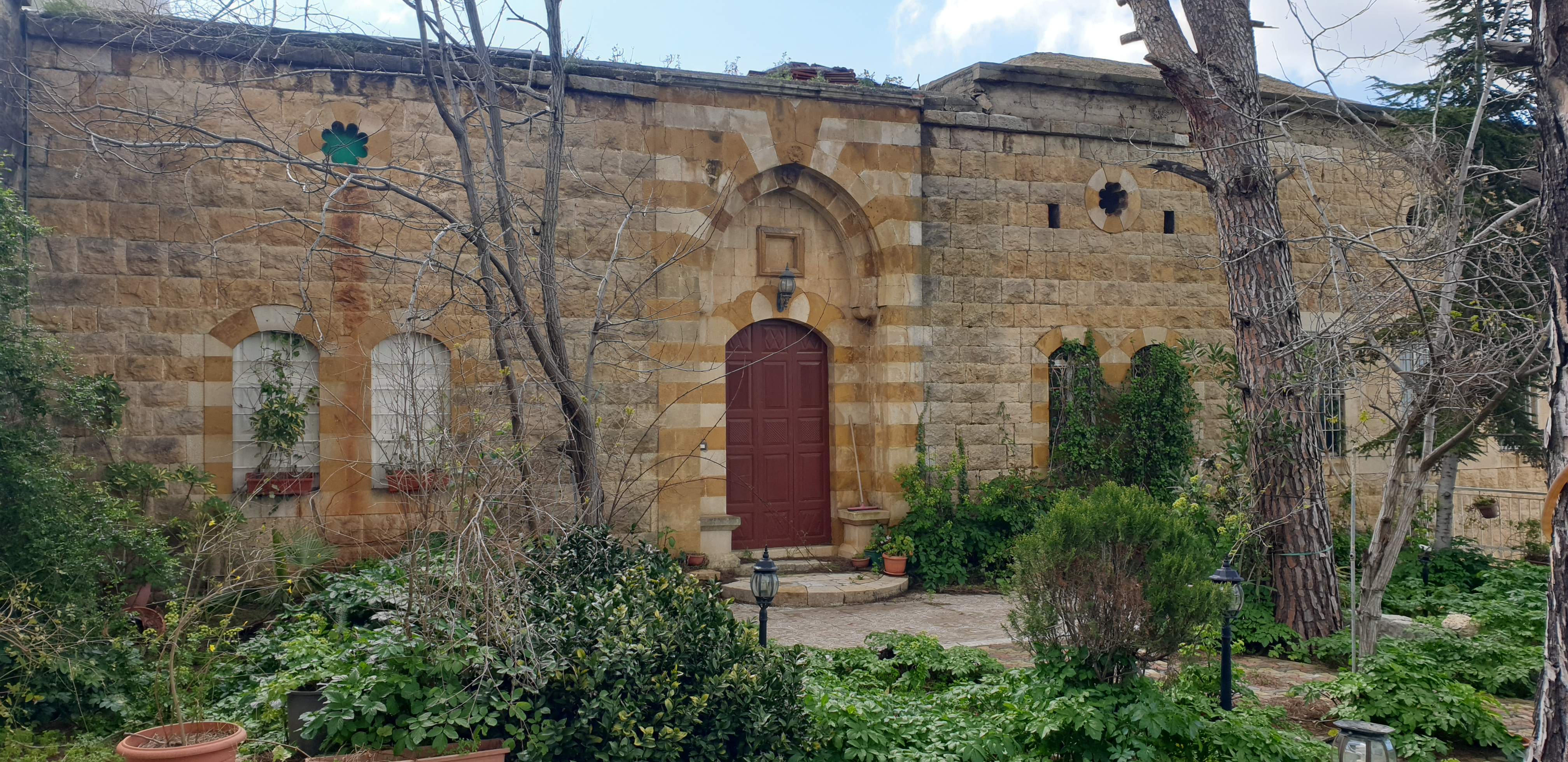
بوابة دار سليم بك نكد

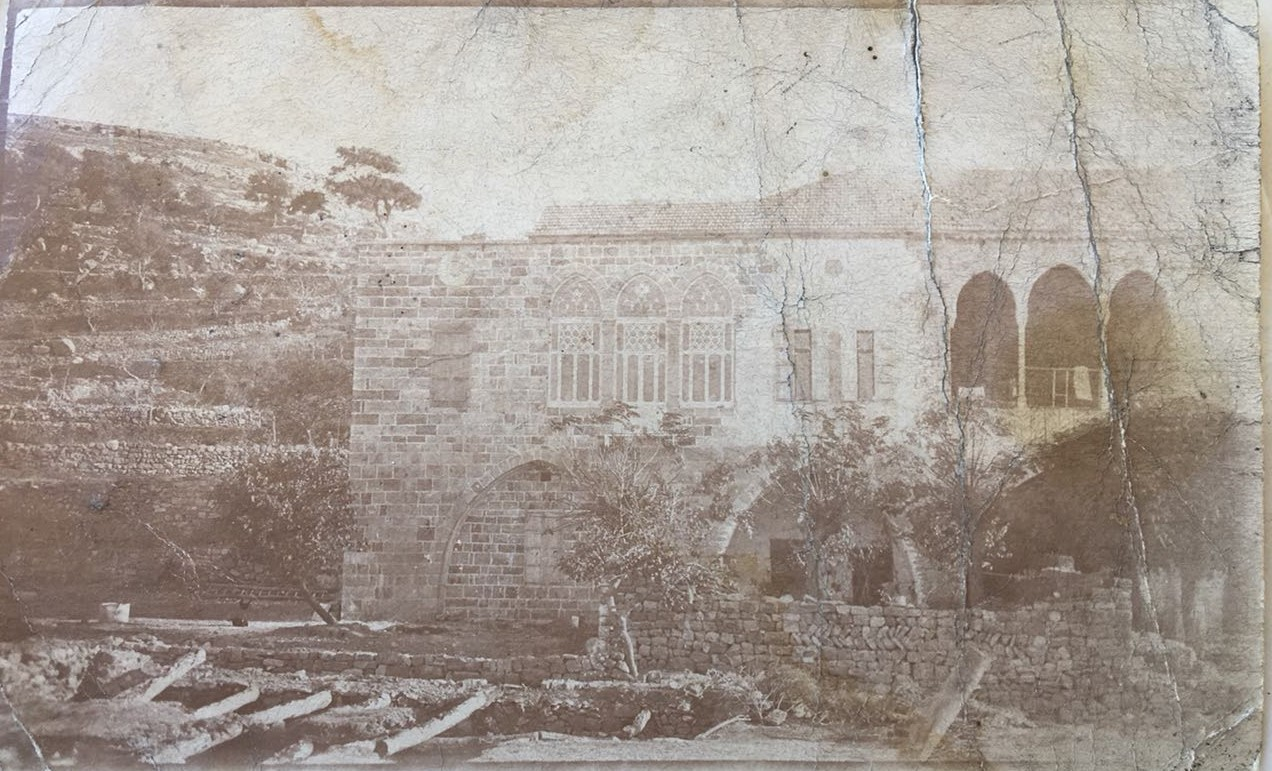
دار سعيد بك نكد 1930

### العهود التالية
بعد دخول الفرنسيين إلى بلاد الشام بعد إنهزام العثمانيين، إتخذ النكديون موقفاً مناوئاً لهم  حيث كانوا يؤيديون الدولة العربية الناشئة بزعامة الملك فيصل بن الحسين. وكانت لهم اليد الطولى في تنظيم مؤتمر عيناب في تموزعام 1922 للمطالبة بإستقلال لبنان ورفض الإنتداب الفرنسي. ما أدى إلى عزلهم من مناصبهم. فغادر أكابرهم إلى الشام ومن ثم إلى العراق ملتحقين بالملك فيصل وأيضاً إلى السودان، مما أبعدهم عن السياسة اللبنانية المحلية. وإقتصر اهتمام أفراد العائلة على الأعمال الاجتماعية حيث تولى كبيرهم عارف بك النكدي ولاية الأوقاف العامة للطائفة الدرزية (1931-1968) فظبطها بعد أن كانت مهملة وزاد عليها وأنشأ 33 مدرسة تابعة لها متحدياً بذلك العراقيل التي كانت تضعها بوجهه سلطات الإنتداب الفرنسي. كما أنشأ مؤسسة بيت اليتيم في عبيه (مؤسسة خاصة) وكذلك ميتماً في السويداء أيام كان محافظاً لجبل العرب. فضلا عن ترميمه لمقام الأمير السيد عبد الله التنوخي في عبيه أيام ولايته على وقفه (وهو وقف ولايته في العائلة من عام 1845الى 1972). وكذلك كان له الإسهام الأكبر في إستنقاذ أرض تربة الدروز في بيروت من المعتدين عليها أيام ولايته على ذلك الوقف من خلال تنظيمه لمظاهرات إلإحتجاج.

## طبائع الأسرة وأخلاقها
الشجاعة: «فهذه العائلة –ابونكد-من اشجع عيال لبنان، ولها مآثر حميدة.» والنكديون «المعروفون بقيمتهم الحربية». ويقول الدكتور شاكر الخوري في مذكراته (المقتطف: مجلد 30): «وجعل فرسان الهنادي الذين في جهتنا، يرجعون إلى الوراء، وعدوهم يهجم عليهم ويضطرهم إلى التقهقر. فقال الأمير (بشير): لا شك أن المشايخ النكديين مع الأتراك، فإن هذه الهجمات هجماتهم. وتحققنا بعد ذلك أنهم كانوا هناك مع عسكر مرعش».  والهنادي عرب من جوار غزة مشهورون بالفروسية أتى بهم إبرهيم باشا المصري لينتفع بشجاعتهم في حربه ضد الأتراك حتى أنه كان يقال «كان الهنادي يهجمون على فرسان الأتراك كالضواري، ويتغلبون عليهم بل كان أحدهم يلقى العشرة منفرداً»
الكرم: عرف أفراد العائلة بالجود والكرم وكانت الناس تقول في تصنيف العشائر «جنبلاط للضيف، وعماد للسيف، ونكد للسيف والضيف».
كان من عادة الديريين أنهم إذا ارتحلوا لا يحملون زادا لرجل واحد فقط بل زادا يقري رجلين على الأقل. قيل أن المشايخ النكدية كانوا يلاقون أحد وزراء الدولة مع بقية المناصب واذ بدت من الوزير رغبة بتناول الطعام ولم تكن المناصب على أهبة فجمع النكديون من زاد رجالهم ما حملوه لأنفسهم فاجتمعت مائدة عامرة ودعوا الوزير والمناصب فذهل رفاق النكديين من بقية العشائر وقالوا «ان عشيرة تستطيع ان تقري وزيرا من زاد رجالها من غير استعداد لخليقة بالفخر»
الوقار: المشايخ النكدية متمسكون في معاملاتهم بالآداب التركية فلا يطرحون الكلفة مع أحد ولو كان قريباً لهم.
حفظ الكرامة: كان سلطات الحكم العسكري البريطاني ابان الحرب العالمية الثانية قد اعتقلت عارف بك النكدي ومن ثم أفرجت عنه، وبعد اسبوعين استدعاه الكولونيل فرلونغ (المسؤول عن سلامة القوات الحليفة) وعاتبه لعدم قدومه لتقديم الشكر على الإفراج، فرد عارف بك «وكيف اشكركم على الإفراج وانتم اعتقلتموني ظلما». فرد الكولونيل قائلا، بلغنا انك تجوب القرى تحرض على السياسة البريطانية. فاجاب عارف بك قائلا «اني ان اكدت اكون كاذبا لأني لم افعل لانشغالي باستقبال المهنئين بالإفراج، الا اني اعدكم اني حالما افضى من الاستقبالات سوف اقوم بذلك وافضح سياساتكم!» فما كان من الكولونيل الا ان امر باعادته إلى المعتقل !
مساهمتها في النهضة الثقافية: إهتم النكديون بالعلم في وقت مبكر وتميزوا بذلك عن أقرانهم بقية المشايخ الذين كانوا مكتفيين بأنسابهم وألقابهم. فالشيخ قاسم حملت له الكتب عل ظهور الجمال. وتردد أفراد منهم أيام نفيهم في مصر على الأزهر الشريف فحصلوا ما تيسر من علوم العربية. وطلب سعيد بك من المستر كلهون (مرسل بروتستانتي أمريكي) أطلساً جغرافياً من لندن فأحضر له، كما كان يكتب مقالات في مجلة الجنان. كما أسس سامي بك مجلة الفرائد (1912). وكان نسيب بك شاعراً مجيداً. وكان سليم بن ملحم من أنجب طلاب الجامعة الأميركية في الهندسة المدنية، وتابع علومه في معهد ماساتوستس للتكنولوجيا في الولايات المتحدة (1931). كما أحرزعادل بك الدكتوراه في الحقوق من جامعة لوزان في سويسرا عام 1926. كما كان كلا من بديع بك (1914) وأخوه ناظم (1927) طبيبان.

## بعض مدائح الشعراء
أبيات من قصيدة عصماء للشاعر خليل بن ناصيف اليازجي:
رجال لهم بين الأسود مهابة تخافهم خوف الورى أسد القفر
أماجد صيد من كرام الوجود من عشائر لبنان ألي النهي والأمر
ذوو النسب المأثور والحسب الذي كلوا به كالسطر يقرن السطر
هم نكد الأعداء حتى تلقبوا به فإسمهم يرمي الأعداء بالذعر
وقال أيضاً في قصيدة أخرى:
هي دوحة المجد القديمة والتي يوماً على لبنان ألقت ظلها
وقال الأديب الشاعر المصري إسماعيل هواس:
ومن كبني الأنكاد في الشام إنهم إذا إفتخر الأقوام أعظمهم قدرا
من كبني الأنكاد إن حل طارئ وإن صار لون الأفق بالنقع مغبرا
سلالة أبطال عظام من الألى بأسيافهم والسيب قد أحرزوا الفخرا
وهم وطدوا أركان دين محمد فقد ظاهروا فيما إستجاش له عمروا
وقد جاهدوا في الله حق جهاده ولم ينثنوا إلا وقد فتحوا مصرا

### مآثرها
عرفت العائلة النكدية بترفعها عن الغدر والخيانة والإنتقام والتشفي وسفك الدماء من غير وجه حق، وذلك لعراقتها في المشيخة فإن الناس لم تعرفها إلا والوجاهة صنو، فلم يكن من حاجة لها للشدة والغلظة لفرض هيبتها على الأهلين كما تفعل العائلات المترفعة إلى رتبة المشيخة بعد أن كانت أصلاً من العوام. ولها في ذلك أخبار.
فقد طلب الأمير يوسف من الشيخ كليب أن يقتل رجلا كان قد أغضبه، فأجابه بقوله أنه إني لا أقتل رجالي بيدي، بل نرسله بمهمة شاقة فإن قتل فيها إرتحنا منه، وإن نجح بها، كان ذلك كفارة عن ذنبه.
لما أزاح الأمير يوسف أخاه الأمير سيد أحمد عن الولاية، عاقب حلفاؤه الجنبلاطيين، وكان الأمراء اللمعيين قد آووا حريم بيت جنبلاط فأمر الأمير يوسف بقطع أشجارهم وهدم عمائرهم قصاصاً. فسألوا الشيخ كليب التوسط لهم مع الأمير يوسف بحكم الصداقة فأجابهم ونجح في مسعاه بابدال العقوبة إلى غرامة 25 الف غرش فسلمت أملاكهم من التخريب.
بعد هزيمة الشيخ بشير جنبلاط بحركته على الأمير بشير سنة 1825م، كان الأمراء الأرسلانيون يساندونه فقاصصهم الأمير بشير بمبلغ عظيم. فتوسط لهم النكديون وألحوا على الأمير بشير بعد ممانعته الشديدة وأنزلوا الغرامة إلى النصف.
في أحداث سنة 1958م، كان فريق من الدروز يساند الرئيس كميل شمعون بقيادة الأمير مجيد أرسلان وفريق يساند الرئيس عبد الناصر بقيادة كمال بك جنبلاط. وصعد الأمير مجيد إلى بتلون بجماعته وحصلت مواجهة ذهب على إثرها ضحايا. فصعد عارف بك النكدي يصحبه شيخ العقال آنذاك الشيخ محمد داوود أبو شقرا ووقف بين المتقاتلين صارخاً «صوبوا رصاصكم إلي أولا» فخجل القوم وانفضوا.